# جولاها
جولاها (سرده) (نام علمی: Ploceus) نام یک سرده از تیره مرغ جولا است.

## گونه‌ها
- جولای فشرده،  Ploceus superciliosus
- جولای چانه‌سیاه،  Ploceus nigrimentus
- جولای باگلافشت،  Ploceus baglafecht
- جولای برترم،  Ploceus bertrandi
- جولای نوک‌لاغر،  Ploceus pelzelni
- جولای لوآنگو،  Ploceus subpersonatus
- جولای کوچک،  Ploceus luteolus
- جولای نقاب‌دار کوچک،  Ploceus intermedius
- جولای عینکی،  Ploceus ocularis
- جولای بنرمن،  Ploceus bannermani
- جولای بیتس،  Ploceus batesi
- جولای گردن‌سیاه،  Ploceus nigricollis
- جولای نوک‌سیاه،  Ploceus melanogaster
- جولای شگفت،  Ploceus alienus
- جولای بوکاژ،  Ploceus temporalis
- جولای دماغه،  Ploceus capensis
- جولای طلایی شرقی،  Ploceus subaureus
- جولای طلایی هولوب،  Ploceus xanthops
- جولای پرینسیپ،  Ploceus princeps
- جولای نارنجی،  Ploceus aurantius
- جولای کف‌طلایی،  Ploceus bojeri
- جولای تاوتا،  Ploceus castaneiceps
- جولای گلوقهوه‌ای جنوبی،  Ploceus xanthopterus
- جولای گلوقهوه‌ای شمالی،  Ploceus castanops
- جولای کیلومبرو،  Ploceus burnieri
- جولای روپل،  Ploceus galbula
- جولای نقاب‌دار هویگلین،  Ploceus heuglini
- جولای نقاب‌دار شمالی،  Ploceus taeniopterus
- جولای نقاب‌دار زرده‌ای،  Ploceus vitellinus
- جولای نقاب‌دار جنوبی،  Ploceus velatus
- جولای نقاب‌دار کاتانگا Ploceus katangae
- جولای نقاب‌دار لوفیرا،  Ploceus ruweti
- جولای نقاب‌دار تانزانیا،  Ploceus reichardi
- جولای دهکده،  Ploceus cucullatus
- جولای غول،  Ploceus grandis
- جولای اسپیک،  Ploceus spekei
- جولای فاکس،  Ploceus spekeoides
- جولای وییوت،  Ploceus nigerrimus
- جولای وینس،  Ploceus weynsi
- جولای کلارک،  Ploceus golandi
- جولای سرسیاه،  Ploceus melanocephalus
- جولای جوبا،  Ploceus dichrocephalus
- جولای پشت‌طلایی،  Ploceus jacksoni
- جولای دارچینی،  Ploceus badius
- جولای بلوطی،  Ploceus rubiginosus
- جولای گردن‌طلایی،  Ploceus aureonucha
- جولای زردقبا،  Ploceus tricolor
- جولای سیاه مکسول،  Ploceus albinucha
- جولای نلیکوروی،  Ploceus nelicourvi
- جولای ساکالاوا،  Ploceus sakalava
- جولای راه‌راه،  Ploceus manyar
- جولای بایا،  Ploceus philippinus
- جولای طلایی آسیایی،  Ploceus hypoxanthus
- جولای فین،  Ploceus megarhynchus
- جولای سینه‌سیاه،  Ploceus benghalensis
- جولای تیره‌پشت،  Ploceus bicolor
- جولای پرویس،  Ploceus preussi
- جولای کلاه‌زرد،  Ploceus dorsomaculatus
- جولای اوسامبارا،  Ploceus nicolli
- جولای سرزیتونی،  Ploceus olivaceiceps
- جولای کلاه‌قهوه‌ای،  Ploceus insignis
- جولای بال‌نواری،  Ploceus angolensis
- جولای سائوتومه،  Ploceus sanctithomae
- جولای پازرد،  Ploceus flavipes